# Frontiphantes fulgurenotatus
Frontiphantes fulgurenotatus is een spinnensoort in de taxonomische indeling van de hangmatspinnen (Linyphiidae).
Het dier behoort tot het geslacht Frontiphantes. De wetenschappelijke naam van de soort werd voor het eerst geldig gepubliceerd in 1938 door Ehrenfried Schenkel-Haas.